# 尾崎紀世彦セカンド・アルバム
『尾崎紀世彦セカンド・アルバム』（Kiyohiko Ozaki Second Album）は、尾崎紀世彦のスタジオ・アルバム。1971年7月25日、２枚目のアルバムとして日本フォノグラムより発売。規格品番はFX-8017。

## 解説
1stシングル「別れの夜明け」、2ndシングル「また逢う日まで」とそのカップリング曲を含むスタジオ・アルバム。同アルバムに収録されている「さよならをもう一度」が3rdシングルとして同時発売された。c/w「夕やけの誓い」。
「オリジナル6曲＋カバー6曲」というアルバム構成となっている。Side1は「今・今・今」を除きオリジナル曲、Side2は「さよならをもう一度」のみオリジナル曲。「雪が降る」は4thシングルとしてリカットされた。c/w「あなたのすべてを」。
2018年9月19日、「オリジナル・アナログ・テープを基にした2018年最新DSDマスターを352.8kHz／24bitに変換して収録」されたCDパッケージが発売された。その他の発売形態は、リリース日一覧を参照。

## 収録曲

### Side 1
1. また逢う日まで
  - 作詞:：阿久悠、作曲・編曲：筒美京平
2. 今・今・今 [3]
  - 作詞：藤田敏雄、作曲：いずみたく、編曲：葵まさひこ
3. 夕やけの誓い
  - 作詞：阿久悠、作曲・編曲：川口真
4. 帰郷
  - 作詞：阿久悠、作曲・編曲：筒美京平
5. おす犬
  - 作詞：山上路夫、作曲・編曲：筒美京平
6. 別れの夜明け
  - 作詞：山上路夫、作曲・編曲：筒美京平

### Side 2
1. さよならをもう一度
  - 作詞：阿久悠、作曲・編曲：川口真
2. あなたのすべてを [4]
  - 作詞・作曲：佐々木勉、編曲：葵まさひこ
3. 愛のフィナーレ [5]
  - 作詞：なかにし礼、作曲：宮川泰、編曲：利根常昭
4. 遠くへ行きたい [6]
  - 作詞：永六輔、作曲：中村八大、編曲：葵まさひこ
5. 忘れないわ [7]
  - 作詞：山上路夫、作曲：三木たかし、編曲：葵まさひこ
6. 雪が降る [8][9]
  - 作詞・作曲：S.アダモ、訳詞：安井かずみ[10]、編曲：利根常昭

## リリース日一覧
- 1971年7月25日 - オリジナル盤：FX-8017（LP）
- 1971年7月25日 - FT-5062（CT）
- 1992年10月25日 - PHCL-8070（CD）[11]
- 2018年 - VODL-60113（CD-R）[12]
- 2018年9月19日 - UPCY-40019（MQA-CD/UHQCD）[2]